# Bernay-en-Ponthieu
Bernay-en-Ponthieu (picardisch: Bèrna-in-Pontiu) ist eine nordfranzösische Gemeinde mit 240 Einwohnern (Stand 1. Januar 2022) im Département Somme in der Region Hauts-de-France. Die Gemeinde liegt im Arrondissement Abbeville, in der Communauté de communes Ponthieu-Marquenterre und im Kanton Rue.

## Geographie
Die von der früheren Route nationale 1 und der Autoroute A16 (mit einer Anschlussstelle am Südrand der Gemeinde) durchzogene Gemeinde wird im Norden vom Flüsschen Maye begrenzt, im Osten vom Wald Forêt Domaniale de Crécy. Sie liegt rund sechs Kilometer nordnordwestlich von Nouvion. Zur Gemeinde gehört der Ortsteil La Bucaille. Der frühere Weiler Retz à Coulons ist nur noch ein Einzelgehöft, Genville ist eingegangen. Das Gemeindegebiet liegt im Regionalen Naturpark Baie de Somme Picardie Maritime.

## Geschichte
Römische Funde deuten auf frühe Besiedlung. 843 wird der Ort als von der Abtei Forest-Montiers abhängig genannt.

## Einwohner
| 1962 | 1968 | 1975 | 1982 | 1990 | 1999 | 2006 | 2018 |
| ---- | ---- | ---- | ---- | ---- | ---- | ---- | ---- |
| 302  | 264  | 251  | 215  | 194  | 202  | 236  | 232  |

## Sehenswürdigkeiten
- Kirche Saint-Martin
- Poststation aus dem Jahr 1570, 1926 als Monument historique eingetragen[1]
- Château Blanc (dt. weißes Schloss)

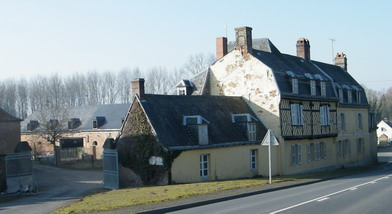
Poststation
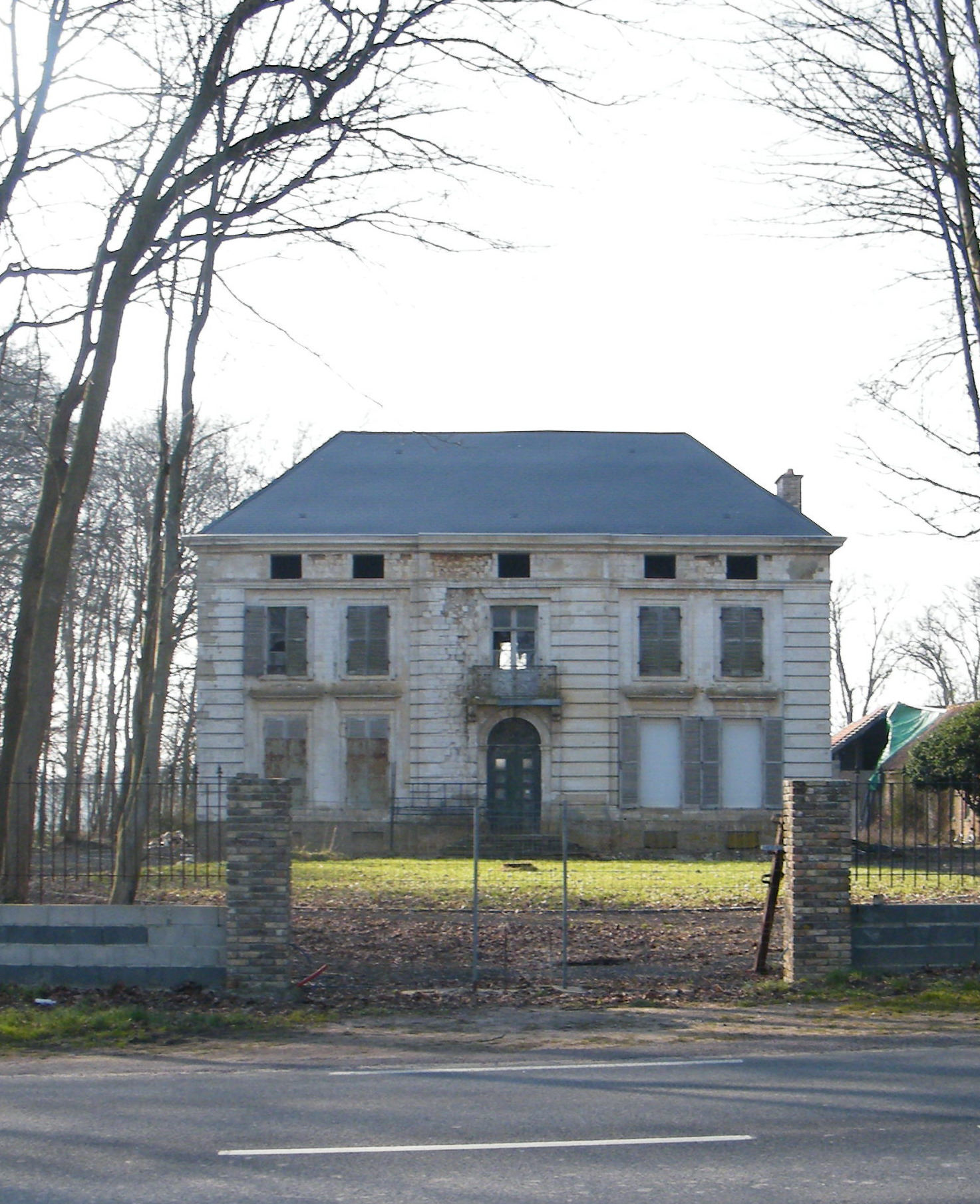
Château Blanc